# Joanna Zeiger
Joanna Sue Zeiger (Baltimore, 4 mei 1970) is een Amerikaanse triatlete en zwemster. Ze nam meerdere malen deel aan de Ironman Hawaï.

## Loopbaan
Zeigers eerste sport was zwemmen. Tijdens haar studie aan de Brown Universiteit zwom ze records op de 500, 1000 en 1650 yd vrije slag. Deze records zette ze in 1991 neer, maar waren in 2005 nog altijd niet gebroken. Hardlopen en fietsen in competitieverband werd later aan haar sportrepertoire toegevoegd, in respectievelijk 1992 en 1993. In 1997 werd ze tiende op de Ironman Hawaï. Haar beste klassering bij deze wedstrijd behaalde ze in 2000 met een vijfde plaats.
In 2000 deed Joanna Zeiger mee aan de eerste triatlon op de Olympische Spelen van Sydney. Daar behaalde ze een vierde plaats met een tijd van 2:01.25,74. Deze wedstrijd werd gewonnen door de Zwitserse Brigitte McMahon in 2:00.40,52.
Zeiger heeft een graad in psychologie, is Master genetic counseling en ze is doctor genetische epidemiologie.

## Titels
- Wereldkampioene Ironman 70.3 - 2008
- Amerikaans kampioene veldlopen - 2012

## Onderscheidingen
- Triatleet van het jaar - 2000

## Belangrijkste prestaties

### triatlon
- 1997: 10e Ironman Hawaï - 10:17.58
- 1998: 6e Ironman Hawaï - 9:46.30
- 1999: 15e WK olympische afstand in Montreal - 1:58.04
- 1999: 7e WK lange afstand in Säter - 6:36.41
- 1999: 6e Ironman Hawaï - 9:36.39
- 2000: 4e Olympische Spelen in Sydney - 2:01.25,74
- 2000: 5e Ironman Hawaï - 9:40.23
- 2001:  WK olympische afstand in Edmonton - 1:59.56
- 2001:  Ironman Florida
- 2001:  Ironman Lake Placid
- 2003: 12e WK olympische afstand in Queenstown - 2:10.01
- 2004:  ITU wereldbekerwedstrijd in Cancún
- 2004:  Ironman Canada - 9:28.57
- 2005:  Ironman Brasil - 9:31.43
- 2005: 14e WK olympische afstand in Gamagori - 2:02.12
- 2005: 97e Ironman Hawaï - 10:55.46
- 2006:  Ironman Coeur d'Alene - 9:31.07
- 2007:  Ironman Arizona - 9:37.29
- 2008:  WK Ironman 70.3 in Clearwater - 4:02.48
- 2009:  Ironman 70.3 New Orleans - 4:22.25

### atletiek
halve marathon
- 2009: 5e halve marathon van Carlsbad - 1:20.55
- 2011:  halve marathon van Aurora - 1:23.52
- 2011:  halve marathon van San Diego - 1:19.03
- 2011: 4e halve marathon van San Diego - 1:18.29
- 2012: 40e halve marathon van Duluth - 1:18.42
- 2013:  halve marathon van Huntington Beach - 1:20.14
- 2013: 24e halve marathon van Duluth - 1:16.09,8
- 2013: 4e halve marathon van San Diego - 1:16.43
- 2014: 36e halve marathon van Houston - 1:16.41
- 2014:  halve marathon van Huntington Beach - 1:18.55
- 2014:  halve marathon van Denver - 1:14.04,4

marathon
- 1998:  marathon van Virginia Beach - 2:54.36
- 1998:  marathon van Sparks - 2:47.25
- 2000: 5e marathon van Carlsbad - 3:05.22
- 2000: 30e marathon van Columbia - 2:47.03
- 2000:  marathon van Sparks - 2:49.07
- 2001: 9e marathon van Los Angeles - 3:02.59
- 2011:  marathon van Los Angeles - 2:48.11
- 2011: 6e marathon van Sacramento - 2:43.48
- 2013: 6e marathon van Los Angeles - 2:44.49
- 2013: 19e marathon van Saint Paul - 2:45.14
- 2014:  marathon van Virginia Beach - 2:43.59
- 2014: 14e marathon van Saint Paul - 2:46.13

veldlopen
- 2011:  Amerikaanse kamp. in San Diego - 30.21
- 2012:  Amerikaanse kamp. in Saint Louis - 30.04,3
- 2014: 4e Amerikaanse kamp. in Boulder - 23.19
- 2015: 4e Amerikaanse kamp. in Boulder - 23.35

2006 Samantha McGlone ·
2007 Samantha McGlone ·
2008 Joanna Zeiger ·
2009 Julie Dibens ·
2010 Jodie Swallow ·
2011 Melissa Rollison ·
2012 Leanda Cave ·
2013 Melissa Hausschildt ·
2014 Daniela Ryf ·
2015 Daniela Ryf ·
2016 Holly Lawrence ·
2017 Daniela Ryf ·
2018 Daniela Ryf ·
2019 Daniela Ryf ·
2021 Lucy Charles-Barclay ·
2022 Taylor Knibb ·
2023 Taylor Knibb
- Library of Congress Control Number: no2017021598
- Virtual International Authority File: 3881148814301345330003
- WorldCat: E39PBJkCXXH48rdyXW4WP6Dcyd